# طيران ألبانيا
 طيران ألبانيا هي الناقل الوطني لألبانيا، ومقرها في ريناس، ألبانيا. يقع مركز شركة الطيران في مطار تيرانا الدولي، حيث يقع مقر الشركة الرئيسي.
أسس الشركة في 16 مايو 2018 شركة بين الحكومتين الألبانية والتركية في إطار شراكة بين القطاعين العام والخاص. تمتلك الخطوط الجوية التركية، الشريك المؤسس، 49.12٪ من طيران ألبانيا. 50.88٪ المتبقية متدولة بشكل عام، مقسمة حاليًا بين البكونترول، وهي شركة مملوكة للحكومة الألبانية، مع ما يقرب من 10٪ لشركة ام دي ان للاستثمار، وهي شركة مملوكة للقطاع الخاص في ألبانيا.

## الوجهات
اعتبارًا من مايو 2022، تطير طيران ألبانيا إلى الوجهات التالية:
| الدولة          | المدينة  | المطار                     | ملاحظات             | مراجع  |
| --------------- | -------- | -------------------------- | ------------------- | ------ |
| ألبانيا         | تيرانا   | مطار تيرانا الدولي         | محور خطوط جوية      | [ 5 ]  |
| ألمانيا         | دوسلدورف | مطار دوسلدورف الدولي       |                     | [ 6 ]  |
| اليونان         | أثينا    | مطار أثينا الدولي          |                     | [ 7 ]  |
| إيطاليا         | بيرغامو  | مطار أوريو أل سيريو        |                     | [ 8 ]  |
| إيطاليا         | بولونيا  | مطار بولونيا               |                     | [ 9 ]  |
| إيطاليا         | ميلانو   | مطار مالبينسا              |                     | [ 5 ]  |
| إيطاليا         | بيزا     | مطار بيزا الدولي           |                     | [ 9 ]  |
| إيطاليا         | روما     | مطار ليوناردو دا فينشي     |                     | [ 5 ]  |
| إيطاليا         | فيرونا   | Verona Villafranca Airport |                     | [ 9 ]  |
| تركيا           | أنطاليا  | مطار أنطاليا               | رحلات موسمية        | [ 10 ] |
| تركيا           | بودروم   | مطار ميلاس بودروم          | Begins 20 June 2023 | [ 10 ] |
| تركيا           | إسطنبول  | مطار إسطنبول الدولي        |                     | [ 5 ]  |
| المملكة المتحدة | لندن     | مطار لندن ستانستد          |                     | [ 7 ]  |

## الأسطول

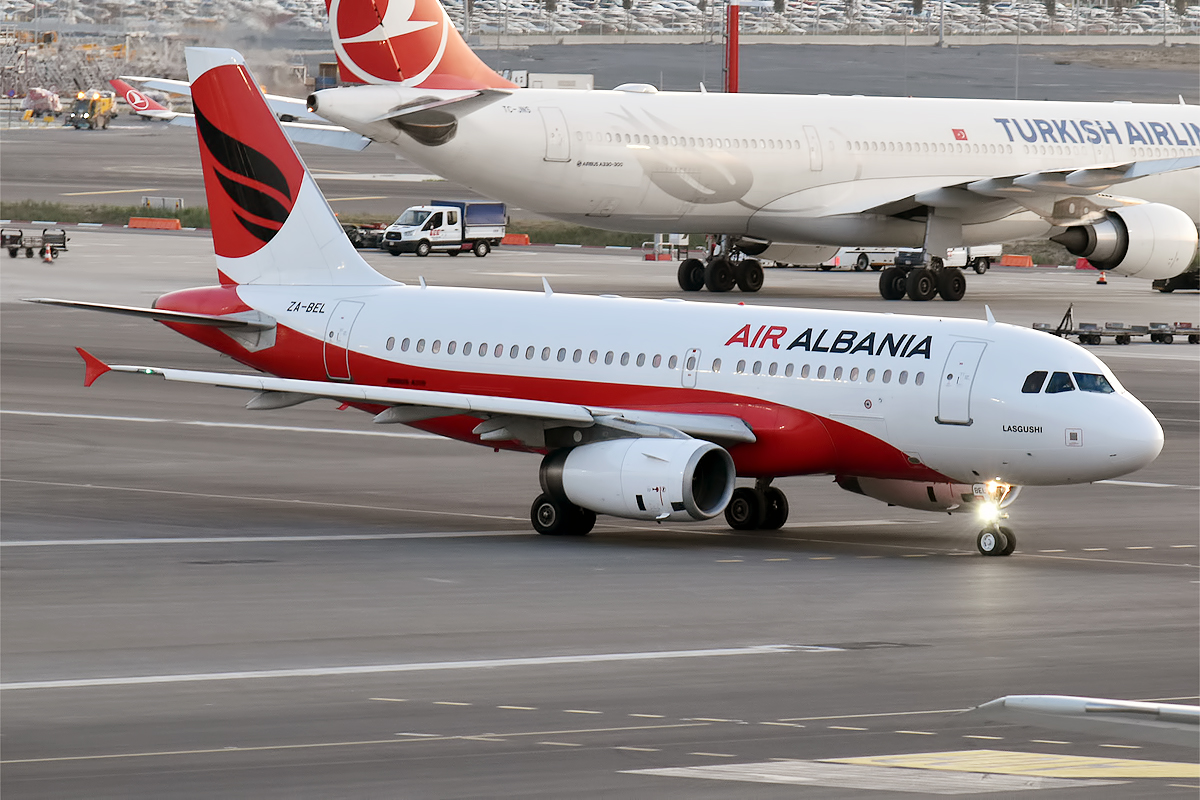
طائرة إيرباص إيه 319 للشركة

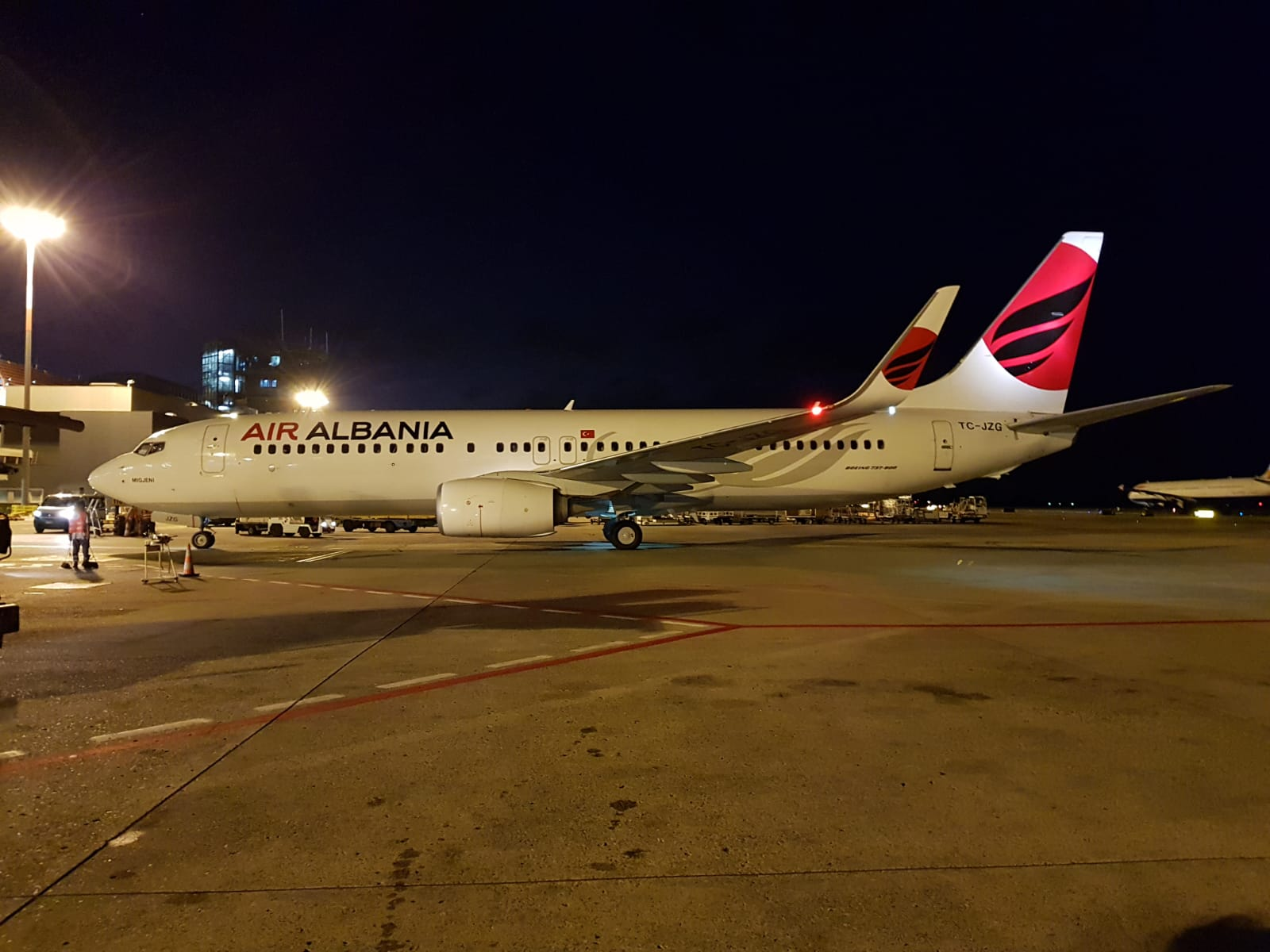
طائرة بوينغ 737 الجيل القادم بكسوة الشركة القديمة

### الأسطول الحالي
اعتبارًا من سبتمبر 2022، قامت شركة طيران ألبانيا بتشغيل الطائرات التالية:
| الطائرة        | في الخدمة | مطلوبة |  | الركاب       | الركاب   | الركاب  | المراجع |
| الطائرة        | في الخدمة | مطلوبة |  | رجال الأعمال | السياحية | المجموع | المراجع |
| -------------- | --------- | ------ |  | ------------ | -------- | ------- | ------- |
| إيرباص إيه 319 | 1         | —      |  | —            | 132      | 132     |         |
| إيرباص إيه 320 | 1         | 2      |  | 16           | 143      | 159     |         |
| المجموع        | 2         | 2      |  |              |          | 651     |         |

### الأسطول التاريخي
قامت شركة طيران ألبانيا سابقًا بتشغيل الطائرات التالية:
- 1 بوينغ 737-800 (مستأجرة الخطوط الجوية التركية)[12]

### تسمية الطائرات
سمت الشركة طائراتها بلاغوش بوراديسي (إيرباص إيه 319-100) ونعيم فراشري (إيرباص إيه 320) تقديراً للشخصيات الألبانية البارزة التي قدمت مساهمات إيجابية في الثقافة والمجتمع الألباني.

## روابط خارجية
الموقع الرسمي